# 奧科尼 (伊利諾伊州)
奧科尼（英語：Oconee）是位於美國伊利諾伊州謝爾比縣的一個村落。

## 地理
奧科尼的座標為39°17′12″N 89°06′31″W / 39.28667°N 89.10861°W，而該地最高點為海拔高度203米（即666英尺）。

## 人口
根據2010年美國人口普查的數據，奧科尼的面積為0.92平方千米，當中陸地面積為0.92平方千米，而水域面積為0.00平方千米。當地共有人口180人，而人口密度為每平方千米195人。